# Cycle solaire 23
Le cycle solaire 23 est le vingt-troisième cycle solaire depuis 1755, date du début du suivi intensif de l'activité et des taches solaires. Il a commencé en août 1996 et s'est achevé le 4 janvier 2008,.